# Valeriana parviflora
Valeriana parviflora là một loài thực vật có hoa trong họ Kim ngân. Loài này được (Trevir.) V.M. Badillo miêu tả khoa học đầu tiên năm 1947.